# 태권도진흥재단
태권도진흥재단(跆拳道振興財團, Taekwondo Promotion Foundation, TPF)은 태권도를 보급하고 진흥하기 위해 설립된 문화체육관광부 산하의 공공기관이다. 사무실은 전북특별자치도 무주군 설천면에 있다.

## 설립 근거
- 태권도 진흥 및 태권도공원 조성 등에 관한 법률[3]

## 설립 목적
태권도원 조성 및 효율적 관리와 운영, 태권도 진흥사업 수행을 통한 태권도 발전과 국제위상 제고, 태권도 르네상스를 통한 가치창조와 문화 창출의 장을 만드는 것을 목적으로 한다.

## 주요 업무
- 태권도원 조성 및 운영
- 태권도 진흥을 위한 조사, 연구
- 태권도 보존과 보급, 홍보
- 태권도 진흥을 위한 각종 지원 사업
- 공원시설 임대에 관한 사업
- 태권도 용품·콘텐츠 개발 등 관련 산업 육성 지원
- 그 밖에 문화체육관광부장관이 인정하는 사업 등

## 연혁
- 2004년 12월 태권도공원 조성지 선정 발표 (전북 무주군)
- 2005년 2월 태권도공원 조성추진준비단 발족(7명)
- 2005년 6월 27일 재단법인 태권도진흥재단 창립이사회 개최
- 2005년 7월 1일 재단법인 태권도진흥재단 설립 허가(문화관광부)
- 2005년 7월 14일 재단법인 설립 등기
- 2005년 12월 15일 재단 현판식 및 사무실 개소식(단암빌딩)
- 2005년 12월 ~ 2006년 7월 태권도기본계획 수립용역 추진 (문화관광정책연구원)
- 2006년 9월 29일 태권도공원 조성 기본계획 확정 (문화관광부)
- 2006년 12월 6일 총사업비 변경 예비타당성조사 재검증 요청 (기획예산처 → KDI)
- 2006년 12월 ~ 2007년 12월 태권도공원 타당성 재검증(KDI) 총사업비: 6,008억 원(국고 2.044억 원, 지방비 141억 원, 기부금 173억 원, 민자 3.648억 원)
- 2007년 12월 21일 태권도 진흥 및 태권도공원 조성 등에 관한 법률 제정
- 2008년 6월 30일 태권도 진흥 및 태권도공원 조성 등에 관한 법률에 따른 법정법인화
- 2009년 태권도의 날 기념식 및 태권도공원 기공식
- 2012년 2월 태권도공원을 태권도원으로 명칭 변경
- 2012년 6월 태권도원 상량식
- 2013년 9월 태권도원 완공
- 2014년 4월 1일 태권도원 개원
- 2014년 9월 4일 태권도원 개원식

## 조직

### 이사장
- 이사회
- 감사
  - 감사실
- 연구협력실

#### 사무총장
- 기획예산실

##### 경영본부
- 경영지원부
- 운영관리부
- 정보기술부
- 박물관

##### 사업본부
- 진흥사업부
- 교육부
- 홍보마케팅부

## 태권도원(舊 태권도공원)
태권도원은 국기 태권도의 교육·수련·연구와 태권도 정신과 문화를 공유할 수 있는 세계 유일의 태권도 전문 공간이다. 문화체육관광부는 2013년까지 전라북도 무주에 태권도원을 만들어 전 세계의 태권도인들이 언제든지 찾아와 태권도를 수련할 수 있는 성지로 조성할 계획이다.

## 참고 문헌
- 〈태권도진흥재단〉. 《디지털무주문화대전》. 한국학중앙연구원.
- 이경명. 〈태권도진흥재단〉. 《태권도용어정보사전》. 태권도문화연구소.

## 같이 보기
- 태권도원
- 국기원
- 대한민국태권도협회
- 세계 태권도 연맹